# Chlorophorus eximius
Chlorophorus eximius är en skalbaggsart som beskrevs av Aurivillius 1911. Chlorophorus eximius ingår i släktet Chlorophorus och familjen långhorningar. Inga underarter finns listade i Catalogue of Life.